# Бриллиант

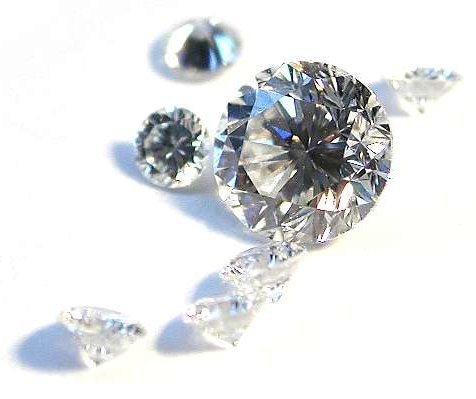
Бриллианты

Бриллиа́нт (от фр. brillant «блестящий, сверкающий») — алмаз, которому посредством обработки придана ограненная форма, максимально выявляющая его естественный блеск. Бриллианты оценивают по системе «4 C»: cut (огранка), clarity (чистота), color (цвет) и carat (масса в каратах), что позволяет определить, насколько камень близок к совершенству.
Бриллиантом является не всякий ограненный алмаз — только имеющий бриллиантовую огранку.
Главное в оценке огранки камня — её качество: насколько грани геометрически точны и пропорциональны. Идеальная огранка кодируется литерой «А», далее — Б, В, Г — по убыванию качества. В международной системе (GIA) идеальная огранка обозначена как Excellent, и по убыванию качества (Very Good, Good, Fair, Bad).
Чистота —  существенный показатель качества бриллиантов: выражается она в наличии или отсутствии дефектов камня или посторонних включений; бриллиант без изъянов называется бриллиантом чистой воды.
Масса бриллиантов измеряется в каратах: 1 карат равен 0,2 грамма.
Большинство бриллиантов обладает флюоресценцией — способностью светиться под действием ультрафиолетового излучения.

## Исторические алмазы
1. «Дрезденский зелёный», 41 карат. Камень яблочно-изумрудного цвета. Является украшением для шляпы. Хранится в Дрездене.
2. Алмаз Хоупа, 44,5 кар. Очень редкого глубокого сапфирового цвета. Замечательной чистоты и правильных пропорций. В 1830 году его приобрёл на аукционе банкир и собиратель драгоценных камней Хоуп, чьим именем он и назван. В 1958 году подарен Смитсоновскому институту в Вашингтоне, где находится сейчас. Считают, что этот алмаз приносит несчастье владельцам (история камня приукрашена выдумками в подтверждение такого суждения).
3. Куллинан-I («Звезда Африки»), 530,2 кар. Прозрачный, бесцветный. До 1996 г. самый большой огранённый алмаз в мире; ныне третий по размеру. Имеет 74 грани. Каплевидной формы (панделок). Украшает скипетр английского короля Эдуарда VII. Хранится в Тауэре, Лондон.
4. «Санси», 55 кар. Хранится в Лувре.
5. «Тиффани», 128,51 кар. Лимонно-жёлтого цвета. Приобретён нью-йоркской ювелирной фирмой «Тиффани», огранён в Париже.
6. Кохинур («Гора света»), 108,93 кар. Хранится в Тауэре, Лондон.
7. Куллинан-VI, 63,6 кар. Один из 105 огранённых камней-осколков знаменитого «Куллинана», имевшего массу 3106 кар. Вставлен в корону королевы Мэри в 1911 году. В 1959 году на выставке «Вечный алмаз» в Лондоне был представлен вставленным в брошь. Хранится в Тауэре, Лондон.
8. «Нассак», 43,88 кар. Первоначально имел массу более 90 кар и находился в храме бога Шивы недалеко от города Нассак (теперь Нашик) близ Бомбея в Индии. В 1818 году был захвачен англичанами в качестве трофея в процессе колонизаторских войн. В 1927 году переогранён в Нью-Йорке и получил изумрудную огранку. В настоящее время в частной собственности Лидса в США.
9. «Регент» — найден в копях Голконды в 1701 году. Огранён в 1721 году до 140 карат во Франции. Во время правления Наполеона III был украшением короны императрицы Евгении. С 1807 года хранится в Лувре.
10. «Шах», 88,7 кар. Хранится в Алмазном фонде Российской Федерации
11. «Флорентиец» («Австрийский жёлтый», «Тосканец»), 137,27 кар. Лимонно-жёлтого цвета. Ранняя история овеяна легендами. С 1657 года собственность семейства Медичи во Флоренции. В XVIII веке был укреплён в короне Габсбургов, затем использовался как брошь. После Второй мировой войны судьба камня неизвестна.
12. Черный бриллиант «Энигма», самый крупный бриллиант в истории аукционов, был продан на аукционе Sotheby's за 4,3 млн $[1]. Вес драгоценного камня составляет 555,55 карата.

Также к известным камням относятся:
1. «Орлов»
2. «Дерианур»
3. «Южная звезда»
4. «Виттельсбах»
5. «Полярная звезда»

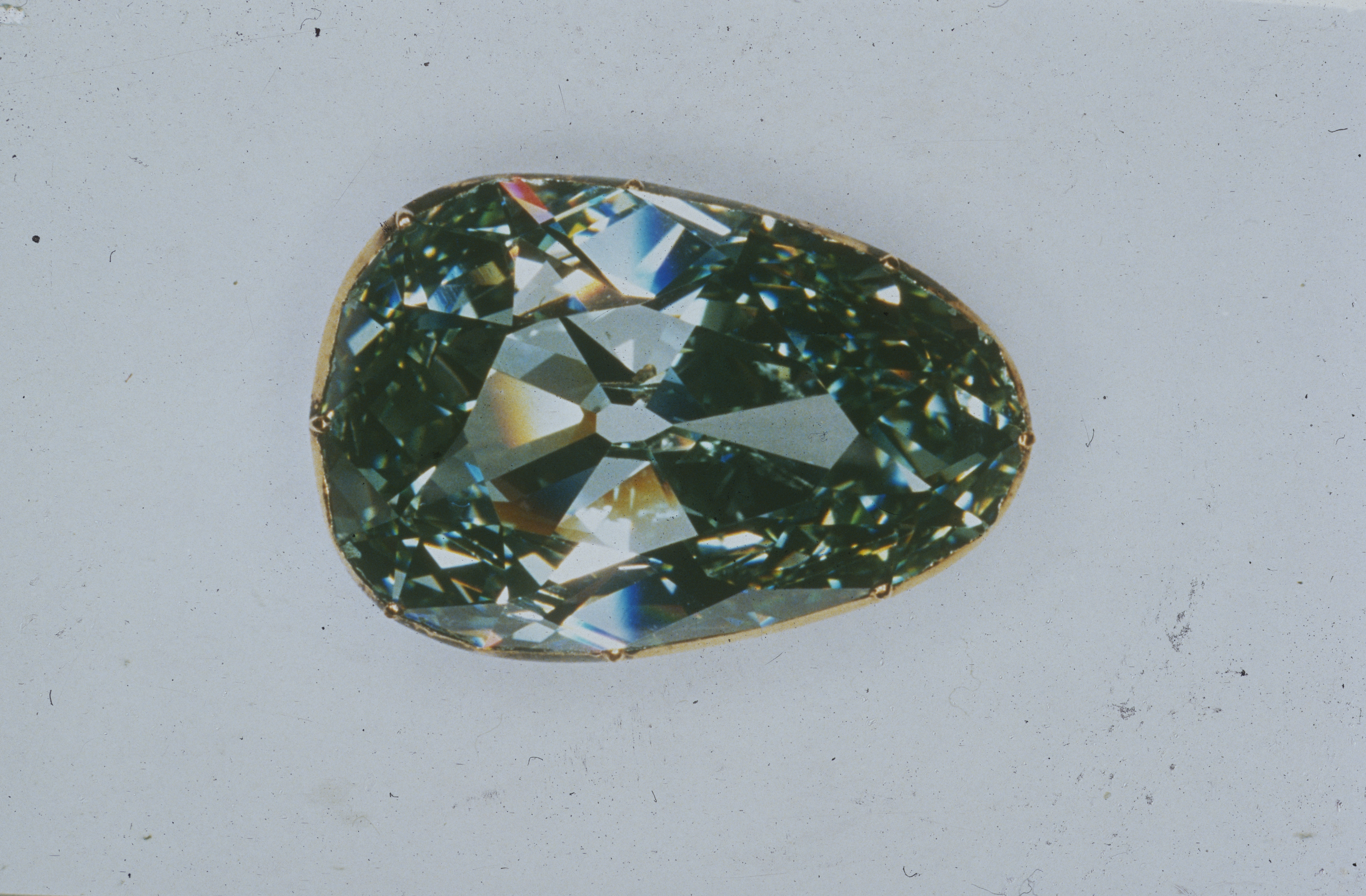
«Дрезденский зелёный»
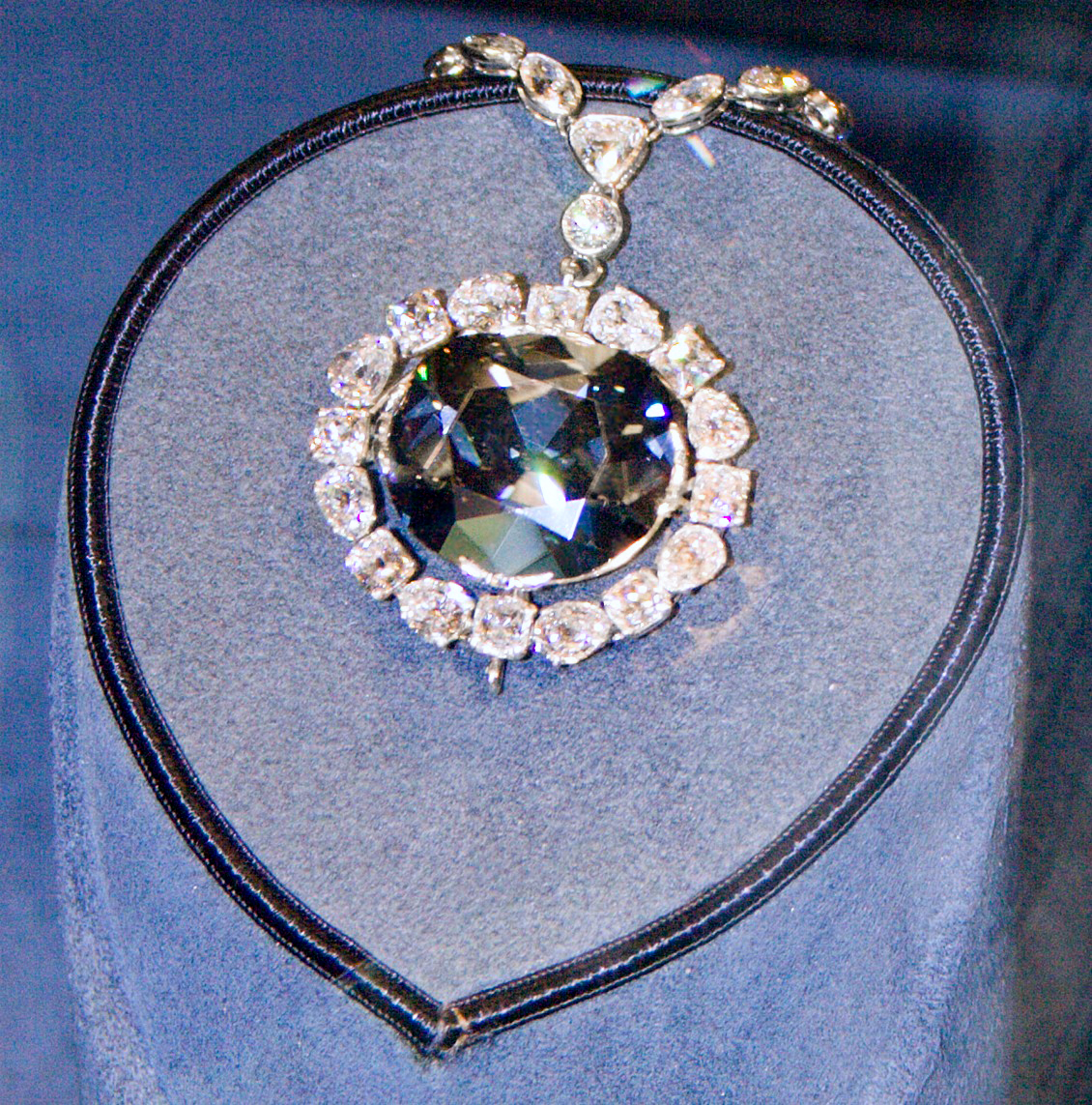
Алмаз Хоупа
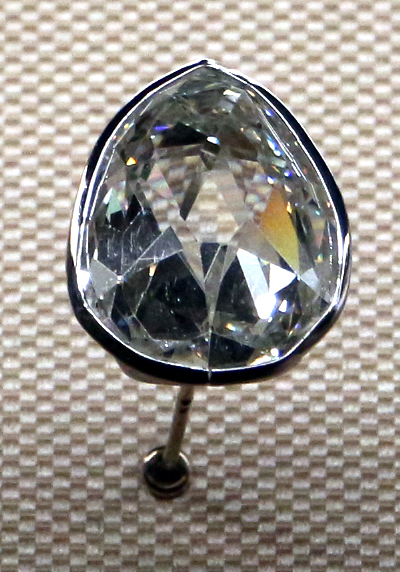
«Санси»
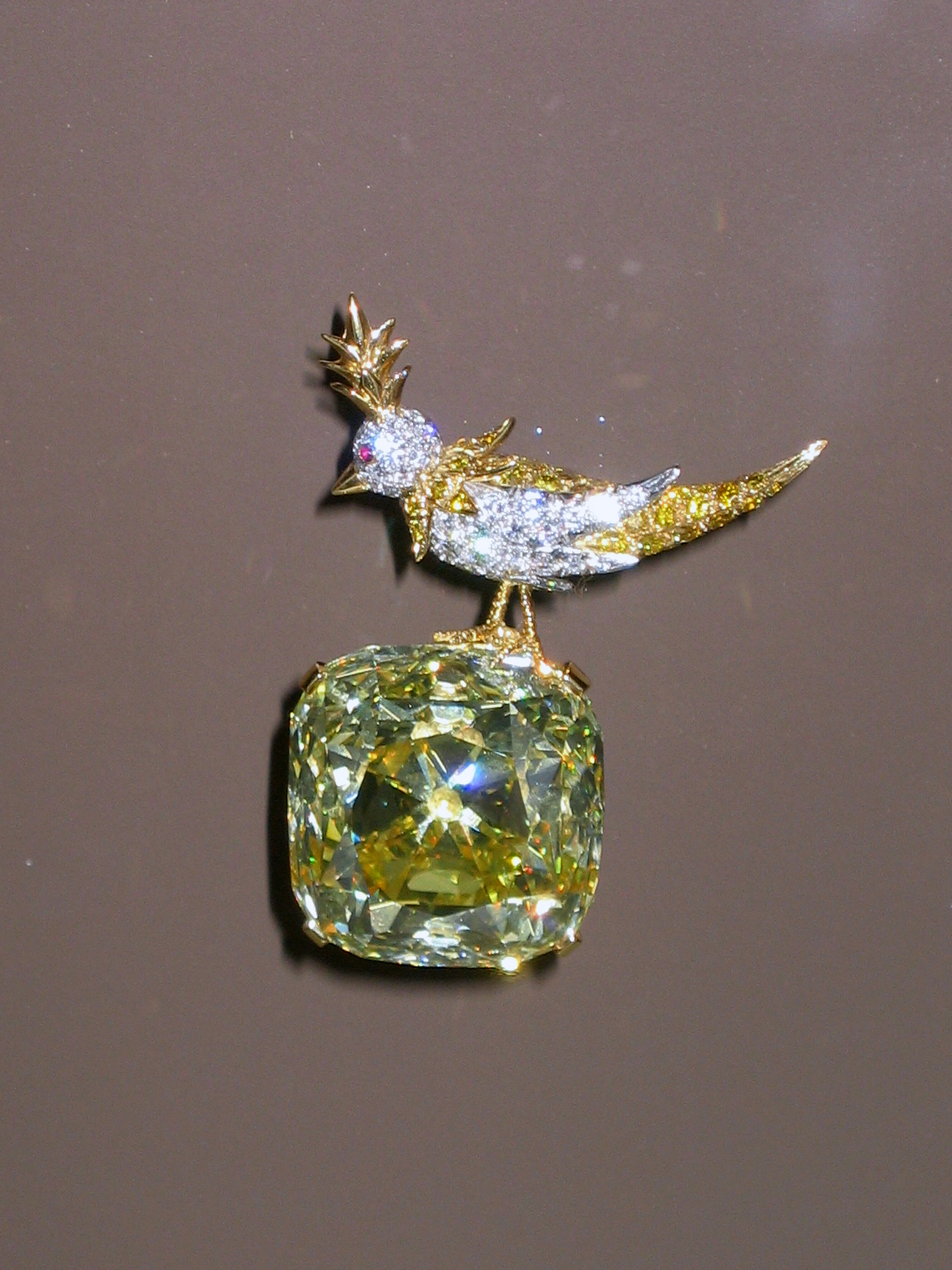
«Тиффани» в украшении «Птица на скале»
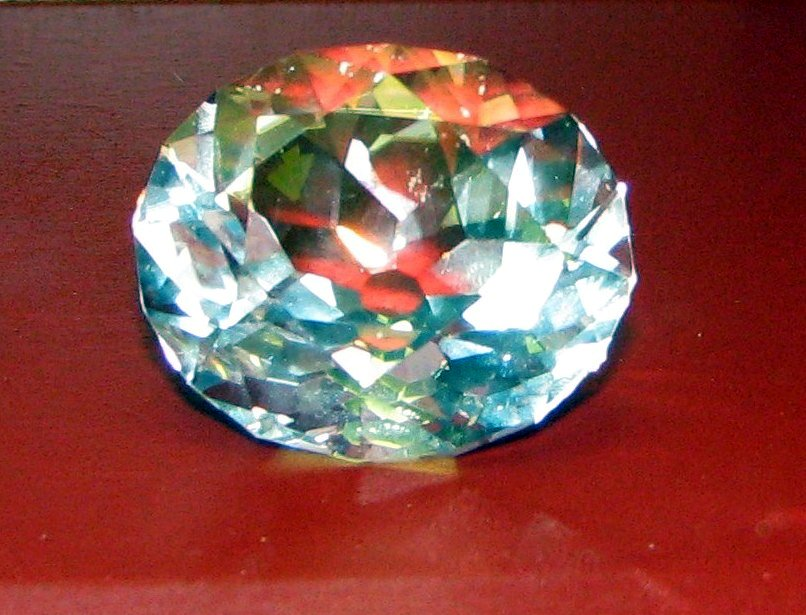
«Кохинур» (страз)
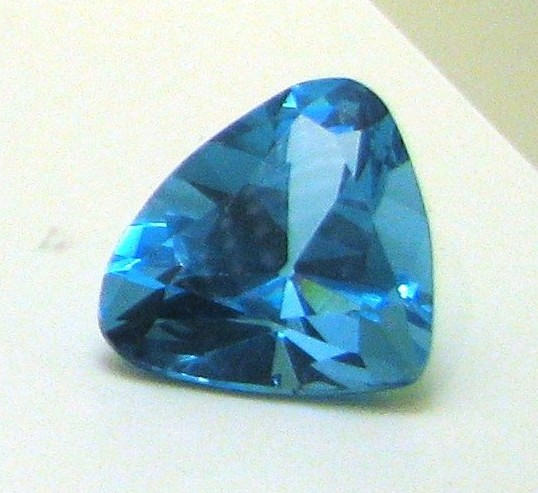
«Нассак» (страз)
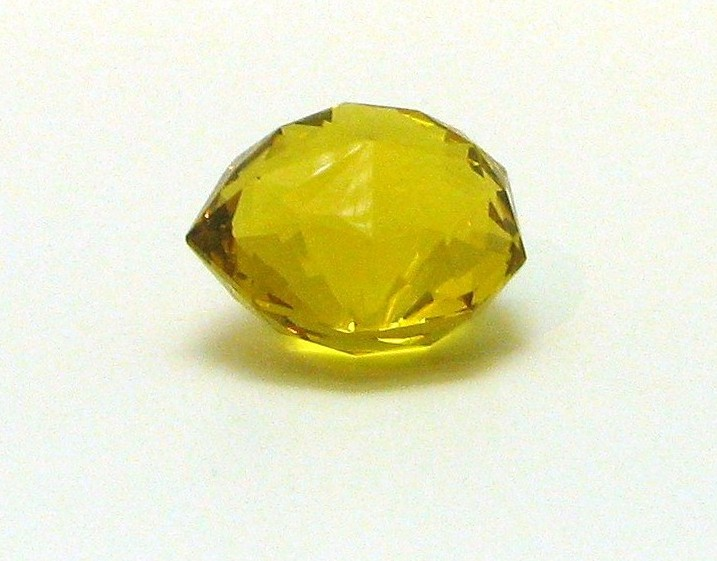
«Флорентиец» (страз)
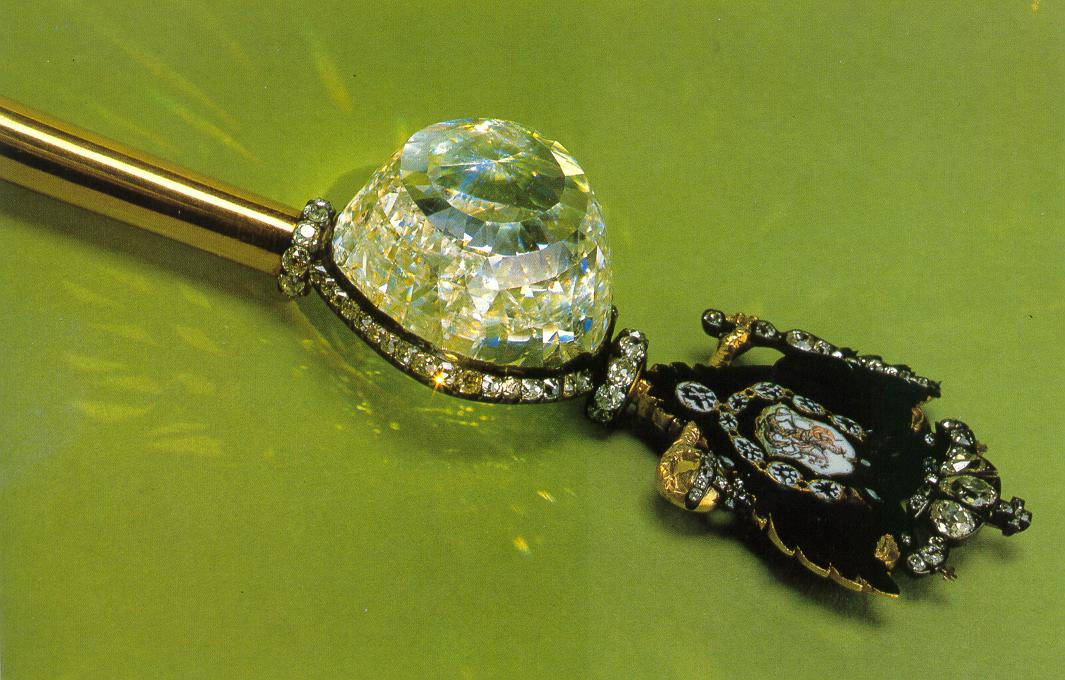
«Орлов» в Императорском скипетре

## Огранка бриллиантов

### Исторический обзор
Первые формы обработки были достаточно примитивными: стачивали одну из граней и шлифовали.
В 1465 году придворный ювелир бургундского герцога Людвиг ван Беркем впервые произвёл огранку в форме «розы». В течение многих веков ювелиры разрабатывали идеальную бриллиантовую огранку, такую, чтобы свет в алмазе полностью внутренне отражался.
В 1961 году Арпад Неджи, 13 лет работавший в этом направлении, разработал новую огранку алмаза — профильную («принцесса»). В последние годы именно такая форма бриллиантов стала весьма популярной.

### Элементы бриллианта

Элементы бриллианта

Несмотря на то, что бриллианты после огранки принимают различные формы, детали их внешнего вида можно чётко структурировать. Проще всего это сделать на примере бриллианта круглой огранки с количеством граней пятьдесят семь «Кр-57» ввиду его большей наглядности.
В таком бриллианте можно чётко выделить две основные части: «корона» и «павильон», их разделяет «рундист». Он является своеобразным поясом бриллианта, разделяющим его верхнюю и нижнюю части, и является также опорной частью бриллианта, за которую его обычно закрепляют в изделии. Корона имеет вверху самую большую грань, так называемую «площадку», расположенную в плоскости, параллельной рундисту. От площадки отходят восемь одинарных «клиньев» верха, соприкасающихся с восемью основными гранями короны. Непосредственно рядом с рундистом располагаются шестнадцать парных клиньев, завершающих общую структуру верхней части бриллианта. Павильон вытянут вниз и имеет двадцать четыре грани. Шестнадцать клиньев и восемь основных граней павильона сходятся в одной точке — калетте, нижней вершине бриллианта.

### Современные огранки
Самыми распространенными на сегодняшний момент являются круглые бриллианты с 57 гранями. Для маленьких алмазов массой не более 0,03 карата наряду с огранкой 57 фацетов применяют огранку на 17 фацетов. Применять огранку в 57 граней начали ещё в XVII веке, но лишь в начале XX века с помощью теоретических расчетов, учитывающих все физико-оптические особенности алмаза, были выведены идеальные пропорции огранки, позволяющие достичь максимального блеска и предельную игру света внутри камня. Такую огранку стали называть настоящей или идеальной, в ней на верхнюю часть бриллианта приходится 33, а на нижнюю — 24 грани. Сейчас бриллиантовую огранку на 57 фацетов повсеместно применяют для бриллиантов массой более 0,05 карата. Во времена СССР ввели понятие «русская огранка», которое должно было выделить произведенные в России бриллианты, но в принципе ничего кардинально нового в деле огранки не предложили. На данный момент термин сохранился, но принял брендовый оттенок и больше говорит о качестве обработки произведенных бриллиантов, чем об отличии в плане структуры камней.
Во второй половине XX века были разработаны новые более сложные формы огранки бриллиантов, в основном применяющиеся для крупных бриллиантов массой более 1 карата. Среди них — «хайлайт-кат» на 73 фацета (41 грань вверху, 32 внизу). Для ещё более крупных камней используются: «королевская» огранка» в 86 фацетов (49 граней вверху, 37 внизу) и «величественная» огранка» с 102 фацетами (61 грань вверху, 41 внизу).
Также во второй половине XX века появилась совершенно новая непарная огранка бриллиантов — «импариант». Её автором считают Массимо-Эльбе. Он вместо восьмигранника применил для площадки бриллианта 9, 11, 13 или 15 граней, что позволило усилить блеск и игру света в камне, образуя более широкий и приятный для зрения цветовой спектр. Трудностью в применении данного вида огранки является необходимость в специализированном оборудовании.
С 2005 года Нидерландская фирма Gassan Diamonds под руководством Бенно Лезера (Benno Leeser), основанная в 1945 году в Амстердаме, запатентовала огранку в 121 грань Gassan 121.

### Формы огранки
На нынешний момент наиболее распространенной является круглая форма бриллианта. Также применяются различные «фантазийные формы»: маркиз (М-55), груша (Г-56), принцесса (Пр-65), сердце (Се-57), овал (Ов-57), квадрат (Кв-33), багет (Бт-25 и Бп-33), изумруд (И-65), треугольник (Т-52) и др. Они не относятся к так называемой настоящей бриллиантовой огранке и производятся в зависимости от потребностей алмазообрабатывающих предприятий или формы получаемых ими исходных алмазов.
Бриллианты с клиньевой огранкой треугольной формы также называются триллиантами. Отдельно нужно отметить форму бриллианта с названием «багет», в этой ступенчатой огранке рундист имеет форму прямоугольника (квадрата в случае соотношения сторон 1:1). Багет чаще всего применяется для огранки бриллиантов малого размера, ввиду меньшего количества граней по сравнению с другими.
Красота бриллианта достигается за счет выполнения операции «огранка» по расчетным (идеальным) пропорциям, принятыми в международной практике для каждой конкретной формы бриллианта. Соответственно, проверка качества огранки каждой формы бриллианта производится в направлении определения пропорций, симметрии и качества обработки поверхности бриллианта.

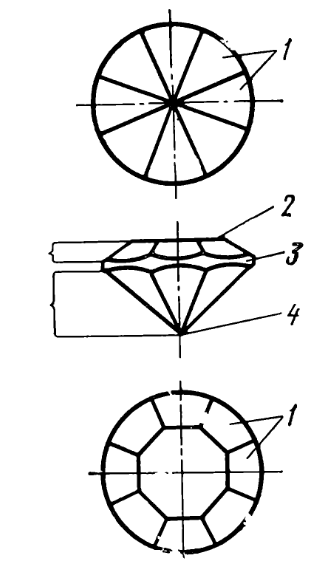
«Упрощённая» огранка на 17 фацетов
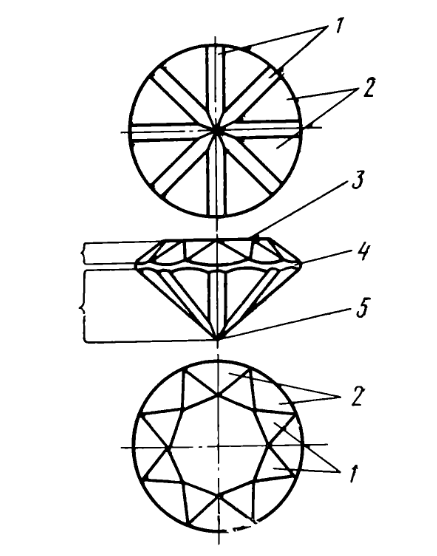
«Швейцарская» огранка на 33 фацета
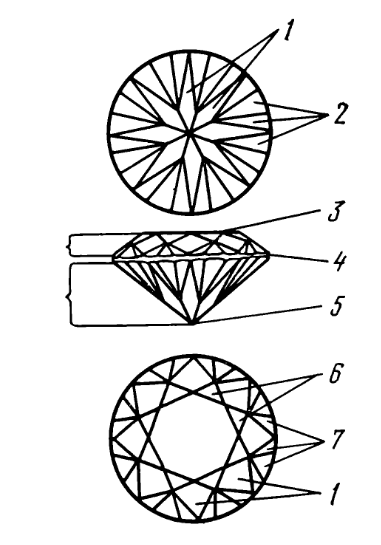
Огранка «High-Light cut»
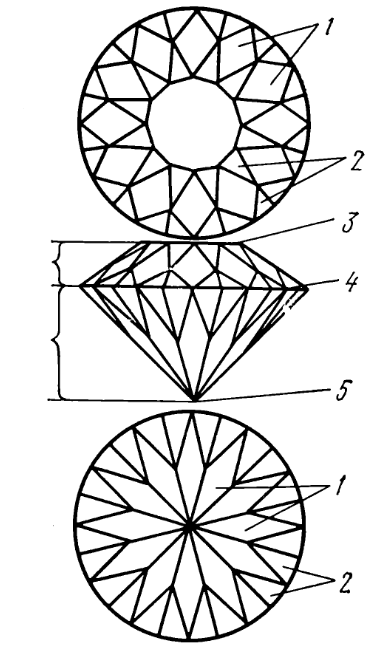
«Королевская» огранка
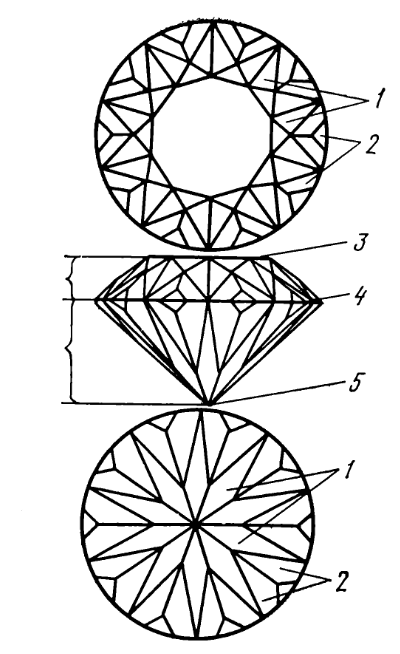
«Величественная» (магна) огранка

## Инвестиционные бриллианты
Инвестиционные бриллианты сочетают в себе свойства драгоценных камней и инвестиционных инструментов. Инвестиционные бриллианты имеют вторичную ликвидность - производитель обязуется в любой момент выкупить их у покупателя по рыночной стоимости. Такие бриллианты в России продаются только в банках, так как только банки могут продавать бриллианты без НДС. Кроме того, каждый инвестиционный бриллиант должен иметь сертификат - сделки без российского сертификата считаются незаконными. 
...инвестиционный бриллиант — это драгоценный камень от 2 карат и выше, снабжённый сертификатом и приобретённый в банке без НДС, который может быть впоследствии реализован инвестором на заранее ясных для него условиях по цене и срокам

## Имитации бриллианта
Самые распространённые имитации бриллианта делаются из:
- Природные камни — белый сапфир, белый топаз, кварц (горный хрусталь), белый берилл, белый циркон.
- Искусственные — фианит (кубически стабилизированный диоксид циркония)[6], муассанит (карбид кремния)[6], гадолиний-галлиевый гранат[англ.][6], иттрий-алюминиевый гранат[англ.][6], синтетическая шпинель[6], ниобат лития, титанат стронция.